# Still Breathing
Still Breathing è il secondo singolo estratto dall'album Revolution Radio del gruppo punk rock statunitense Green Day, pubblicato il 23 settembre 2016.
La canzone è stata acclamata da pubblico e critica, raggiungendo la vetta di tre classifiche stilate dalla rivista statunitense Billboard: Mainstream Rock Songs, Alternative Songs e Rock Airplay.

## Descrizione
Il brano è un riferimento al periodo di riabilitazione del frontman della band Billie Joe Armstrong nel 2012, per via di alcol e droghe.

## Video musicale
Nel videoclip si vede un gruppo di persone che camminano da sole e libere, come dicessero che nonostante tutto quel che può succedere nella vita sono ancora pronte a vivere; i membri della band invece sono separati: Mike Dirnt e Tré Cool suonano insieme mentre Billie Joe cammina da solo e riflette. Questo per spiegare metaforicamente la lontananza che il frontman ha dovuto affrontare dai suoi compagni di band a causa della riabilitazione.

## Classifiche
| Classifica (2016)             | Posizione massima |
| ----------------------------- | ----------------- |
| Belgio (Fiandre)              | 61                |
| Canada (rock)                 | 1                 |
| Regno Unito (rock & metal)    | 2                 |
| Stati Uniti (alternative)     | 1                 |
| Stati Uniti (mainstream rock) | 1                 |
| Stati Uniti (rock)            | 11                |